# Поход Шапура II против Арапа
Арапски поход Шапурa II изведен је 325. године против бројних арапских племена због арапских упада у Сасанидско царство. Шапур II је одлучно победио сва арапска племена током свог похода, а Арапима је постао познат као Ду ел Актаф, што значи "онај који пробија рамена".

## Арапски упад
Током детињства Шапура II, арапски номади извршили су неколико упада у сасанидску постојбину Парс, где су извршили пљачку града Гор и околине.  Поред тога, извршили су упаде и у Мешану и Мазуну.

## Поход Шапура II
Са 16 година, Схапур II је предводио експедицију против Арапа. Према Ел Табарију, он је за потрбе похода  прикупио 1.000 коњаника, што је могућа одрединица за јединицу пуштигбан. Првенствено је водио поход против племена Ијад у Асуристану, а након тога је прешао Персијски залив, стигавши до места Ел Хат, региона између данашњег Бахреина и Катара. Затим је напао племе Бану Тамим у планинама Хаџар. Шапур II је, како се извештава, убио велики број арапског становништва и уништио њихове залихе воде тако што је њихове бунаре напуњенио песком.
После обрачуна са Арапима из источне Арабије, наставио је експедицију у западној Арабији и Сиријској пустињи, где је напао неколико градова - чак је отишао до Медине. Због свог окрутног понашања према Арапима, они су га прозвали Ду ел актаф (арапски: ذو الاكتاف, „онај који пробија рамена“). Не само да је Шапур II смирио Арапе у Персијском заливу, већ је гурнуо многа арапска племена даље у дубину Арабијског полуострва. Даље, депортовао је и нека арапска племена силом; племе Таглиб у Бахреин и Ел Хат; племена Бану Абдул Кајс и Бану Тамим у Хаџар; Бану Бакр у Кирман, а Бану Ханзала у место близу Хормизд Ардашира.
Зороастријски натпис Бундахишн такође спомиње арапску кампању Шапура II, где пише следеће: "Током владавине Шапура (II), сина Хормизда, Арапи су дошли; они су нападали Хориг Рудбар много година с презиром (они ) све док Шапур није дошао на власт; уништио је Арапе, заузео земљу и уништио многе арапске владаре и извукао мноштво рамена ".
Колоније персијских званичника и војника настањене су у новим гарнизонима дуж арапске обале Персијског залива, посебно на стратешкој обали Омана у области Ел Батина, укључујући врхове полуострва Мусандам, Сохар и Рустак.
Како би спречио Арапе да изврше нове упаде у његову земљу, Шапур II је наредио  изградњу одбрамбене линије близу Ал-Хире, која је постала позната и као зид Арапа (средњоперсијски: рат и тазиган, на арапском: خندق سابور кхандак Сабур, "Шапуров ров").